# Fernando Kuyumchoglu
Juan Fernando Kuyumchoglu (Béccar, 27 de febrero de 1969) es un exjugador argentino, que se desempeñaba como defensor (lateral derecho).

## Características técnicas
Era un lateral derecho, con una fuerte propensión ofensiva.

## Carrera deportiva

### Clubes
A los 19 años, en la temporada de 1988 jugó en la máxima categoría argentina en el River Plate de Carlos Timoteo Griguol, en cuyo sector juvenil había jugado durante la década de los ochenta, sin embargo, no pudo debutar con el primer equipo en partidos de liga, por la convocatoria del servicio militar con su primera temporada en el primer equipo.
A pesar de la buena impresión que causó su aparición, la llegada de Hernán Díaz desde Rosario Central lo relegó al ostracismo y lo obligó a buscar nuevos horizontes.
Poco tiempo después (a raíz de su popularidad por haber integrado el seleccionado juvenil que ganó el sudamericano de 1985) fue transferido al Club Olympiakos de Grecia, equipo donde no pudo jugar porque al presidente del club lo habían arrestado. A raíz de eso, estuvo un año sin jugar.
Regresó a la Argentina y formó parte del equipo de Estudiantes de La Plata en la temporada 1989/1990. Jugó 17 partidos pero al no ser del gusto de Eduardo Solari se fue a Lanús.
En la temporada 1990-1991 disputó 25 partidos en la máxima liga argentina con el recién ascendido Lanús, con quien descendió a la segunda división. 
Volvió a Grecia para jugar en el Ethnikos Asteras en la temporada 1991/1992, donde no jugó.
Luego, en la temporada 1992-1993 volvió a jugar en la máxima categoría argentina con Platense. Con los calamares anotó su único tanto en Primera División.
En 1993 volvió al país para jugar en Patronato de Paraná y más tarde en Temperley. 
La última escala de Kuyumchoglu en el fútbol profesional fue en Italia en el Castrovillari Calcio, de la Serie C1 de Italia en la temporada 1996/1997, con el que disputó un partido del campeonato de la Serie C2.
A pesar de ser un lateral derecho más ofensivo que defensivo, Kuyumchoglu formó parte de los entrenamientos de la selección argentina de Carlos Bilardo en la antesala del Mundial de Italia 1990, aunque nunca debutó oficialmente.

### Selección nacional
Integró la selección sub-16 campeona en el sudamericano en Buenos Aires de 1985 junto con Hugo Maradona y Fernando Redondo.

## Retiro y actualidad
Luego de su retiro del fútbol profesional, se especializó en ser formador y coordinador en las divisiones inferiores de varios clubes del fútbol argentino como River Plate, Independiente de Avellaneda, San Lorenzo de Almagro y Estudiantes de La Plata.

## Homenaje a Carlos Bilardo
En noviembre de 2019, Fernando Kuyumchoglu, estuvo presente en el homenaje que la familia y el club Estudiantes de la Plata, le brindó al Dr. Carlos Bilardo en la cual se colocó una estatua de él en el Estadio Uno de La Plata.

## Palmarés

### Club

#### Competiciones nacionales
- Copa de Grecia: 1

Olympiakos : 1991-1992

## Estadísticas
- Ficha de Fernando KUYUMCHOGLU en FootballDatabase.eu
- Ficha de Fernando KUYUMCHOGLU en BDFA